# Leonardo Moser
Leonardo Moser (* 25. September 1984 in Trient) ist ein ehemaliger italienischer Radrennfahrer.
Leonardo Moser begann seine Karriere 2005 bei dem italienischen Professional Continental Team Acqua & Sapone-Adria Mobil. In seiner zweiten Saison konnte er die Nachwuchswertung der Tour de la Région Wallonne für sich entscheiden. Ab der Saison 2007 fuhr er für die kolumbianische Mannschaft Selle Italia-Serramenti Diquigiovanni von Gianni Savio. 2009 beendete er seine Radsport-Laufbahn, nachdem er bei der Vuelta y Ruta de Mexico den achten Platz in der Gesamtwertung belegt hatte.
Leonardo Moser ist ein Neffe von Aldo und Francesco Moser. Sein Bruder Moreno war von 2012 bis 2019 als Radprofi tätig.

## Teams
- 2005 Acqua & Sapone-Adria Mobil
- 2006 Acqua & Sapone
- 2007–2008 Selle Italia-Diquigiovanni